# 塞缪尔·万斯
塞缪尔·万斯（英語：Samuel Vance，1879年3月30日—1947年5月16日），加拿大男子射击运动员。他曾代表加拿大参加1920年和1924年夏季奥林匹克运动会射击比赛，其中1924年奥运会获得一枚银牌。